# Parti démocrate-chrétien d'Albanie
Le Parti démocrate-chrétien d'Albanie (en albanais : Partia Demokristiane e Shqiperise, PDK) est un parti politique albanais de centre droit fondé en décembre 1991.
Lors des élections législatives de 1996, le PDK n'obtient que 1,3 % des voix et aucun siège. En dépit d'une légère baisse lors des élections de 1997 (1,0 %), le PDK obtient un siège pour la première fois. Si les élections de 2001 donnent au PDK un score inchangé, le parti obtient en revanche 3,4 % des voix en 2005 et fait ainsi élire deux députés. Mais depuis, le PDK est affaibli par la scission qui, en novembre 2007, a donné lieu à la création du Mouvement chrétien-démocrate d'Albanie.